# Championnat d'Inde de football 2016
Ne doit pas être confondu avec Indian Super League 2016.
Navigation
Saison précédente Saison suivante
La saison 2016 du championnat d'Inde de football est la 20e édition du championnat national de première division indienne. Les équipes sont regroupées au sein d'une poule unique, où elles rencontrent leurs adversaires deux fois, à domicile et à l'extérieur. À l'issue du championnat, le dernier du classement est relégué et remplacé par le meilleur club de deuxième division. 
C'est le club de Bengaluru FC qui remporte le championnat cette saison après avoir terminé en tête du classement final, avec deux points d'avance sur le tenant du titre, Mohun Bagan et sept sur East Bengal Club. Il s'agit du deuxième titre de champion d'Inde de l'histoire du club.
Plusieurs changements ont lieu au niveau de la liste des clubs engagés. Tout d'abord, trois formations se voient refuser la licence pour participer au championnat : Pune Football Club, Royal Wahingdoh et Bharat FC, pourtant protégé de la relégation à la suite d'un accord avec la fédération. Parmi les nouvelles formations, en plus du club d'Aizawl FC, champion de deuxième division et donc promu sportivement, la fédération attribue une licence à l'équipe de DSK Shivajians, avec un atout supplémentaire puisque le club ne peut être relégué durant trois saisons.

## Les clubs participants
- Bengaluru FC
- Mumbai FC
- East Bengal
- Mohun Bagan
- SC Goa
- Aizawl FC - Promu de D2
- Salgaocar SC
- DSK Shivajians - Promu de D2
- Shillong Lajong

## Compétition
Le classement est établi sur le barème de points classique (victoire à 3 points, match nul à 1, défaite à 0).

### Classement
| Rang | Équipe                 | Pts | J  | G  | N | P | Bp | Bc | Diff |
| ---- | ---------------------- | --- | -- | -- | - | - | -- | -- | ---- |
| 1    | Bengaluru FC           | 32  | 16 | 10 | 2 | 4 | 24 | 17 | +7   |
| 2    | Mohun Bagan'T'C        | 30  | 16 | 8  | 6 | 2 | 32 | 16 | +16  |
| 3    | Kingfisher East Bengal | 25  | 16 | 7  | 4 | 5 | 22 | 18 | +4   |
| 4    | Sporting Clube do Goa  | 22  | 16 | 5  | 7 | 4 | 24 | 20 | +4   |
| 5    | Mumbai FC              | 19  | 16 | 4  | 7 | 5 | 20 | 19 | +1   |
| 6    | Shillong Lajong        | 18  | 16 | 4  | 6 | 6 | 14 | 23 | -9   |
| 7    | Salgaocar SC           | 16  | 16 | 4  | 4 | 8 | 19 | 27 | -8   |
| 8    | Aizawl FCP             | 16  | 16 | 4  | 4 | 8 | 15 | 21 | -6   |
| 9    | DSK ShivajiansP        | 15  | 16 | 3  | 6 | 7 | 16 | 25 | -9   |

|  | Qualification pour la Ligue des champions de l'AFC 2017                             |
|  | Qualification pour la Coupe de l'AFC 2017                                           |
|  | Relégation directe en deuxième division                                             |
|  | T : Tenant du titre C : Vainqueur de la Coupe d'Inde P : Promu de deuxième division |

- DSK Shivajians est protégé de la relégation durant trois saisons. Cette immunité entraîne la relégation d'Aizawl FC en fin de saison.

### Résultats
| Résultats (▼dom., ►ext.) | AFC | BFC | DSK | KEB | MB  | MUM | LAJ | SFC | SCG |
| Aizawl FC                |     | 0-1 | 2-0 | 2-3 | 2-1 | 2-0 | 0-0 | 0-1 | 0-2 |
| Bengaluru FC             | 1-0 |     | 4-1 | 3-1 | 0-2 | 1-0 | 3-0 | 2-0 | 1-2 |
| DSK Shivajians           | 0-1 | 1-1 |     | 2-0 | 0-2 | 1-0 | 1-1 | 2-3 | 3-1 |
| Kingfisher East Bengal   | 2-0 | 0-1 | 1-0 |     | 2-1 | 2-2 | 4-0 | 2-1 | 0-0 |
| Mohun Bagan              | 3-1 | 5-0 | 3-3 | 1-1 |     | 2-0 | 1-1 | 4-2 | 1-0 |
| Mumbai FC                | 2-2 | 2-0 | 4-0 | 0-0 | 0-0 |     | 2-1 | 2-1 | 2-2 |
| Shillong Lajong          | 3-1 | 0-2 | 1-1 | 1-0 | 2-2 | 0-0 |     | 1-0 | 1-0 |
| Salgaocar SC             | 1-1 | 1-2 | 1-1 | 3-1 | 1-3 | 2-2 | 1-0 |     | 0-3 |
| Sporting Clube do Goa    | 1-1 | 2-2 | 0-0 | 1-3 | 1-1 | 3-2 | 5-2 | 1-1 |     |

## Bilan de la saison
| Championnat d'Inde de football 2016                   |                         |
| Champion                                              | Bengaluru FC (2e titre) |
| Coupes et trophées                                    |                         |
| Vainqueur de la Coupe d'Inde 2016                     | Mohun Bagan             |
| Qualifications continentales                          |                         |
| Ligue des champions de l'AFC 2017 (tour préliminaire) | Bengaluru FC            |
| Coupe de l'AFC 2017                                   | Mohun Bagan             |
| Promotions et relégations                             |                         |
| Promus en I-League                                    | Dempo Sports Club       |
| Relégués en I-League 2e division                      | Aizawl                  |